# Drug Master File
Ein Drug Master File (DMF), in Europa auch  European Drug Master File (EDMF) oder neuer Active Substance Master File (ASMF) genannt,  ist ein Dokument, in dem die pharmazeutische Herstellung und Qualitätssicherung von Arzneistoffen gegenüber einer Arzneimittelbehörde zum Zwecke der Arzneimittelzulassung dokumentiert werden kann. Die selten verwendete deutschsprachige Bezeichnung ist Wirkstoff-Stammdokumentation.
Es besteht keine gesetzliche Pflicht für einen Arzneistoffhersteller, ein Drug Master File zu erstellen und der Behörde vorzulegen. Drug Master Files kommen oft dann zum Einsatz, wenn der Arzneistoffhersteller und das Unternehmen, welches das mit dem Arzneistoff produzierte Arzneimittel in den Verkehr bringen will, verschiedene Unternehmen sind. Mit Hilfe eines Drug Master Files kann es der Hersteller in solchen Fällen vermeiden, seinem Geschäftspartner gegenüber vertrauliche Informationen zur Herstellung des Arzneistoffes preiszugeben.
Drug Master Files bestehen in der Regel aus einem offenen Teil (open part, auch applicant's part) und einem vertraulichen Teil (restricted part). Im offenen Teil, der auch dem Inverkehrbringer zugänglich ist, werden wesentliche Details zur Analyse und Qualitätskontrolle dokumentiert, die der Inverkehrbringer benötigt, um seine Verpflichtungen als Inhaber der Arzneimittelzulassung zu erfüllen. Im vertraulichen Teil dokumentiert der Arzneistoffhersteller nur für die Arzneimittelbehörde zugänglich beispielsweise die genauen Synthesewege des Arzneistoffes oder die Prozessentwicklung zur Herstellung, die oft Herstellergeheimnisse enthalten. Beide Teile des Dokumentes werden vom Arzneistoffhersteller erstellt und gepflegt und von der Arzneimittelbehörde geprüft. Der Antragsteller und Inverkehrbringer verweist in seinem Zulassungsantrag lediglich auf das Drug Master File, nachdem der Arzneistoffhersteller dies in einem Autorisierungsschreiben gestattet hat.
Drug Master Files für Arzneistoffe für Humanarzneimittel werden üblicherweise im Common-Technical-Document-Format eingereicht.

## Referenzen
- EMEA Guidance zum ASMF (in Englisch) (PDF; 185 kB)
- Drug Master Files (DMFs) | FDA